# Oréades

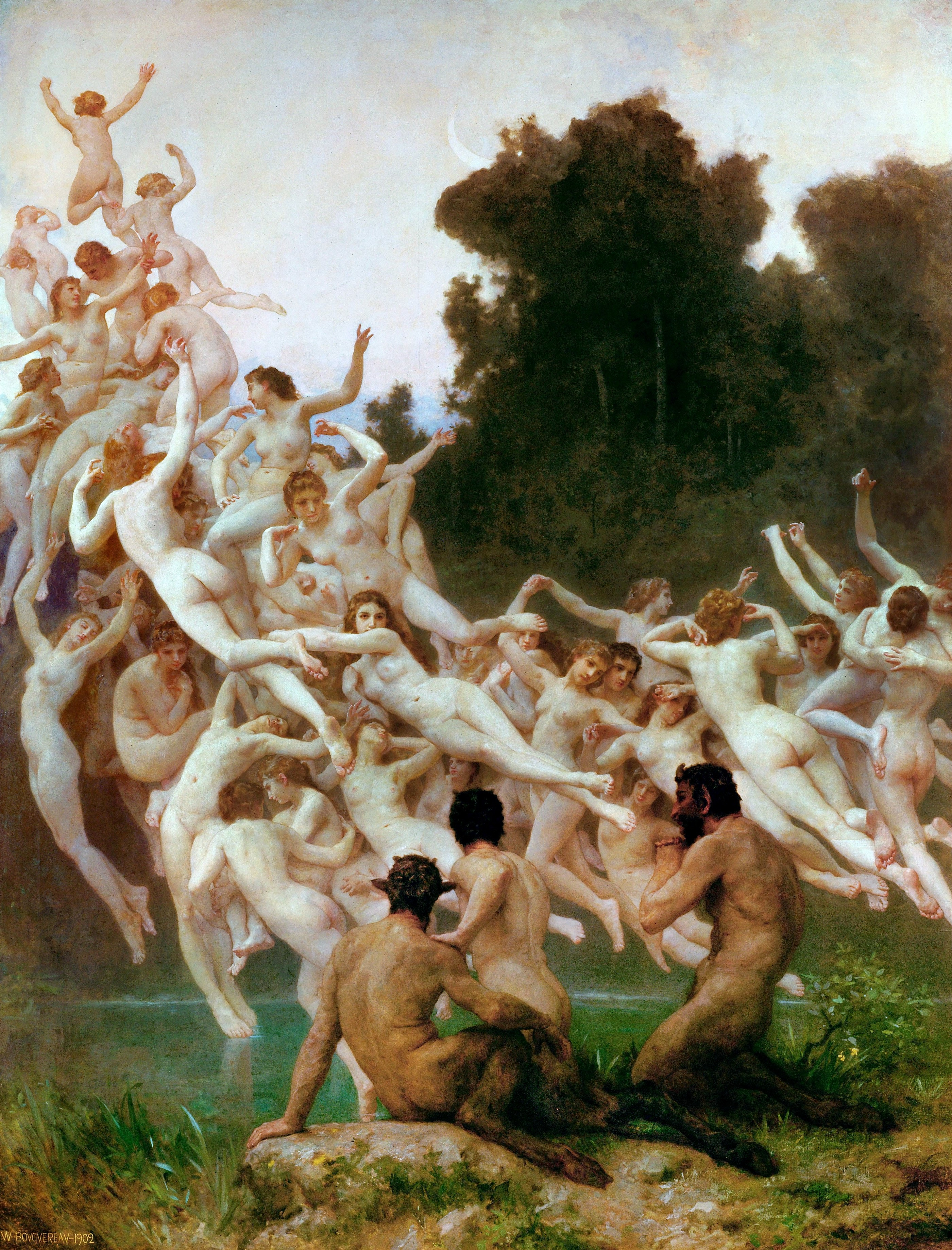
Les Oréades, par William Bouguereau (1902).

Dans la mythologie grecque, les Oréades (en grec ancien : Ὀρεάδες / Oreádes, de ὄρος / óros, « montagne »), Orestiades, ou encore Orodemniades sont les nymphes des montagnes et des grottes.

## Famille
Les Oréades sont nées des cinq filles enfantées par le Titan Hécatéros qui s'est uni à la fille de Phoronée, Niobé. Elles sont les sœurs des Satyres et des Curètes. 

## Oréades célèbres
Parmi elles figurent Écho, une nymphe des forêts et des montagnes de Cithéron en Béotie, Œnone, la  première femme de Pâris de Troie, Sinoé (en), nourrice du dieu Pan, et Othréis, mère de Mélitée par Zeus et de Phager par Apollon.

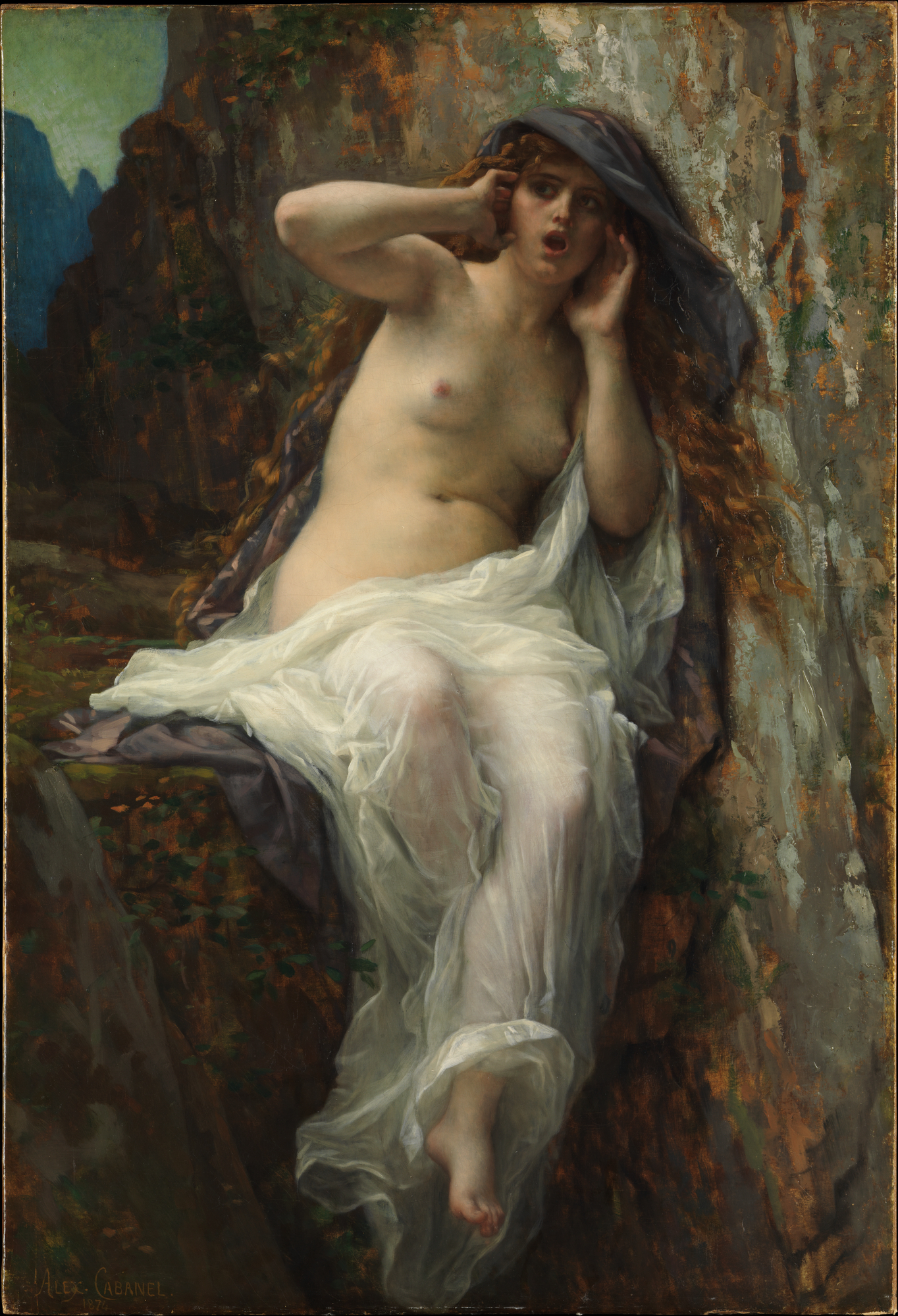
Écho par Alexandre Cabanel (1874).

Pausanias dit que dans le district de Gérénia, il y avait une montagne appelée Calathium, sur laquelle se trouvait un sanctuaire dédié à l'oréade Claea, et près de celui-ci une caverne « dont l'entrée était étroite, bien qu'à l'intérieur il y ait beaucoup de choses dignes à voir ».
Chélone est une célèbre oréade (nymphe des montagnes) d'Arcadie (en grec ancien : Χελώνη / Khelṓnē, « tortue », en latin testudo). Pour avoir refusé de se rendre aux noces de Jupiter, elle est changée en tortue par Hermès.

## Oréades à l'époque moderne

### Spéléologie
Le nom « Oréade » a été donné notamment à la grotte de l'Oréade, cavité naturelle souterraine appartenant au réseau du Clot d'Aspres dans le massif du Vercors (Préalpes françaises).

### Dans la culture populaire
Les Oréades apparaissent dans le jeu de cartes à jouer et à collectionner Magic : L'Assemblée, plus précisément dans le monde sur le thème grec Theros, sur les cartes Oréade du brasier des montagnes, Oréades nées des forges et Oréade fer-de-lance.

## Sources
- Aristophane, Les Oiseaux [détail des éditions] [lire en ligne] (v. 1088), Thesmophories (v. 324 et 970).
- Hymnes homériques [détail des éditions] [lire en ligne] (V à Aphrodite, v. 256).
- Nonnos de Panopolis, Dionysiaques [détail des éditions] [lire en ligne] (VI, 257 ; XIV, 203 ; XXI, 279).
- Ovide, Métamorphoses [détail des éditions] [lire en ligne] (III, 402 ; VI, 15 ; VI, 44 ; VI, 392 ; VIII, 738 ; XIV, 513).
- Strabon, Géographie [détail des éditions] [lire en ligne] (X, 3, 19).
- Virgile, Énéide [détail des éditions] [lire en ligne] (I, 168 ; I, 500).